# أوغست ميرجيس
أوغست إرنست رينهولد ميرجيس (3 مارس 1870-6 مارس 1945) هو ناشط وسياسي وثوري ألماني. كان عضوًا في مختلف المنظمات الشيوعية والنقابية. أصبح أحد قادة الثورة الألمانية في براونشفايغ، ثم عضوًا في جمعية فايمار الوطنية، التي اجتمعت في عام 1919 لوضع دستور للجمهورية الألمانية الجديدة. في عام 1933، أدركت السلطات بأنه عضو متخفي لمجموعة مقاومة مناهضة للحكومة. في عام 1945، بعد العثور عليه ميتًا في الكوخ الصيفي الصغير في منزل ابنه (حيث عاش طوال العامين الأخيرين من حياته)، تقرر أنه منذ ذلك الحين خضع لسلسلة من جلسات التعذيب القاسية على يد قوات الأمن خلال وبعد عام 1935، كان قد عانى من مرض السل العظمي الذي أودى بحياته. وبناءً على ذلك، أدرِج اسمه في نصب الرايخستاغ التذكاري لأعضاء البرلمان البالغ عددهم 96 الذين ماتوا بشكل غير طبيعي خلال سنوات هتلر الاثني عشر.

## حياته

### الأصل والنشأة
ولد أوغست إرنست رينهولد ميرجيس لعائلة بروتستانتية في عام 1870 في مالستات-بورباخ، خارج ساربروكن (التي ضُمت لاحقًا). ولد قبل ستة أشهر فقط من معركة سيدان التي فتحت الطريق أمام التوحيد السياسي السريع لألمانيا، رسميًا في يناير 1871. أجبر اندلاع الحرب العائلة على الانتقال إلى إيدار أوبرشتاين على مسافة قصيرة من شمال ساربروكن. توفيت والدة أوغست، آنا، بعد ولادته بوقت قصير. كان والده نيكولاس ميرجيس جزارًا ومؤلف دليل تعليمي للجزارين المياومين حول صنع النقانق ومنتجات اللحوم الأخرى. جاءت العائلة في الأصل من جنوب غرب ألمانيا، بالقرب من الحدود الشمالية لبازل. جُنِّد نيكولاس مارجس للخدمة العسكرية، لذلك أرسِل الرضيع للعيش مع أبوين بالتبني. أثناء وجوده في الحضانة أصيب بالكساح بسبب سوء التغذية. ونتيجة لذلك، لم يتجاوز طوله أبدًا فوق 147 سنتيمتر، وكان لديه عرج في رجل واحدة، وعاش حياته بظهر منحني. أصبح معروفًا في بعض الدوائر باسم كرومر أوغست (أوغست المنحني). لحسن الحظ، عوّضت قدراته العقلية الهائلة صعوباته الجسدية. بعد أن نشأ وتوجه إلى الخطابة، اعتقد البعض أنه ثرثار، والبعض الآخر بأنه بليغ.
بحلول الوقت الذي كان فيه في السادسة من عمره، كان والده قد أعاد جمع الأسرة معًا، وقضى ست سنوات في المدرسة الإعدادية في إيدار أوبرشتاين. انتقلت العائلة بعد ذلك من منطقة ساربروكن، واستقرت في ميلي (على مسافة قصيرة إلى الجنوب الشرقي من أوسنابروك). كان أوغست حريصًا على التقدم إلى التعليم الثانوي، ولكن لم يكن هناك ما يكفي من المال لذلك؛ بدلًا من ذلك، في عام 1884، أرسله والده بعيدًا إلى بريمن لتلقي تدريب مهني في الخياطة.

### الاشتراكي الشاب
لقد جمع بين فترة تدريبه المهني وبين التعلم الذاتي، وهو يقرأ بنهم في موضوعات سياسية وأكاديمية. وخلال هذه الفترة أيضًا في بريمن انضم إلى الحزب الاشتراكي الديمقراطي (SPD)، والذي كان يعمل حتى عام 1890 تحت حظر قانوني. من الناحية العملية، كان الحظر مقبولًا على نطاق واسع في بعض أجزاء ألمانيا أكثر من أجزاء أخرى. في مدينة بريمن الصناعية المزدهرة، كانت الاشتراكية قد أصبحت راسخة بالفعل. بحلول الوقت الذي أكمل فيه تدريبه المهني في عام 1886، كان ميرجيس يحضر بالفعل في الاجتماعات العامة، ويتحدث عن النقابات العمالية والديمقراطية الاجتماعية. أودِع إلى السجن في أكثر من مناسبة، ولكن من الواضح أن فترات سجنه كانت قصيرة نسبيًا، وتشير الملاحظات اللاحقة لابنه الأكبر إلى أن أوغست اعتبر السجن عنصرًا ضروريًا في نشاطه الشخصي.
بعد تدريبه المهني انتقل إلى برلين حيث تابع دراسته في الخياطة في مدرسة مهنية. ومع ذلك، أصبح مقتنعًا أنه إذا أمضى حياته في الخياطة، فستكون مسألة وقت فقط قبل أن تتدمر صحته تمامًا. لم يكن هناك أي شك في القدرة على متابعة التعليم العالي. في سن الحادية والعشرين، وفي محاولة يائسة لإيجاد فرصة في السياسة، كتب إلى العضو البارز في حزب الحزب الاشتراكي الديمقراطي، جورج فون فولمار، متوسلًا للمساعدة في إيجاد طريقة للتعليم الأكاديمي، حتى يتمكن من تكريس نفسه للاشتراكية بعد ذلك، وبيان قدراته وخبراته السياسية. طويت الرسالة، واحتُفِظ بها بين أوراق جورج فون فولمار، ولكن لا يوجد ما يشير إلى أن كاتبها قد تلقى إجابة على الإطلاق. تخلى أوغست عن مساره الدراسي في برلين وعاد إلى بريمن حيث دعم نفسه كتاجر ماهر من خلال أعمال الخياطة. واصل برنامجه للتعليم الذاتي: بعد زواجه، كان يعمل بدوام كامل للحزب كخبير اقتصادي في مبنى نقابات ألفيلد (هيلدسهايم).

### الزواج
في عام 1899 انتقل إلى ديليجسن، وهي بلدة ريفية صغيرة تقع بين هانوفر وغوتنغن، حيث واصل العمل في الخياطة وتزوج أوغست ميرجيس في نفس العام من مينا هيرميس. ولد ابنهما ألفريد بالكاد بعد تسعة أشهر. بين عامي 1901 و 1907، أثمر الزواج عن أربعة أطفال آخرين مسجلين.

### النشاط الاشتراكي في فترة سياسية واجتماعية مشحونة
في عام 1906، تمكن أخيرًا من التخلي عن أعمال الخياطة، وأصبح بدلًا من ذلك مسؤولًا في الحزب براتب، حيث كان يعمل في هيلدسهايم وألفيلد المجاورتين. بعد ذلك بعامين، في عام 1908، انتُخب لعضوية مجلس بلدية ديليجسن. كان يكتسب في ذلك الوقت شهرة في المنطقة باعتباره خطيبًا سياسيًا فعالًا (أو محرضًا). قام بدور قيادي في مظاهرات الحركة العمالية، حيث شارك بحملات قوية من أجل انتخابات دولة ديمقراطية، ما يعني شن حملة ضد المفهوم سيئ السمعة استحقاق التصويت من ثلاث طبقات، حيث كان 80% من الناخبين الذين يدفعون أقل مبالغ ضريبية نفس مستويات التأثير في نتائج الانتخابات كأغنى 5% يدفعون أعلى المبالغ. (اختلفت النسب الدقيقة قليلًا بمرور الوقت وفقًا لمعدلات الضرائب ومستويات الازدهار، لكن التفاوت الأساسي استمر حتى عام 1918).
في عام 1910 أو 1911، انتقل أوغست ميرجيس مع عائلته إلى مدينة براونشفايغ، وهي مركز تجاري وإداري مهم للمنطقة. هنا عاد إلى تجارته السابقة، حيث كان يدير متجرًا للخياطة. دمج هذا مع العمل كمروج ومحرر مساهم مع مجلة صديق الشعب. تأسست المجلة عام 1871، وكانت إحدى أقدم الصحف اليومية الحزبية الإقليمية في أي مكان في ألمانيا. وقد ميزته المقالات المكتوبة، مثل نشاطه السياسي الآخر، كممثل للعناصر اليسارية الأكثر راديكالية في الحزب. كان قلب المجتمع الرأسمالي البرجوازي على رأس جدول أعماله السياسي طوال حياته السياسية.